# Olibrinus pigmentatus
Olibrinus pigmentatus is een pissebed uit de familie Olibrinidae. De wetenschappelijke naam van de soort is voor het eerst geldig gepubliceerd in 1913 door Gustav Budde-Lund.